# Den store Gatsby
För andra betydelser, se Den store Gatsby (olika betydelser).
Den store Gatsby (engelska: The Great Gatsby), i svensk översättning ursprungligen En man utan skrupler, är en amerikansk roman av F. Scott Fitzgerald. Den publicerades den 10 april 1925. Boken anses vara en av de stora amerikanska romanerna. Den placerades på andra plats när Modern Library publicerade sin lista över 1900-talets främsta romaner.

## Handling

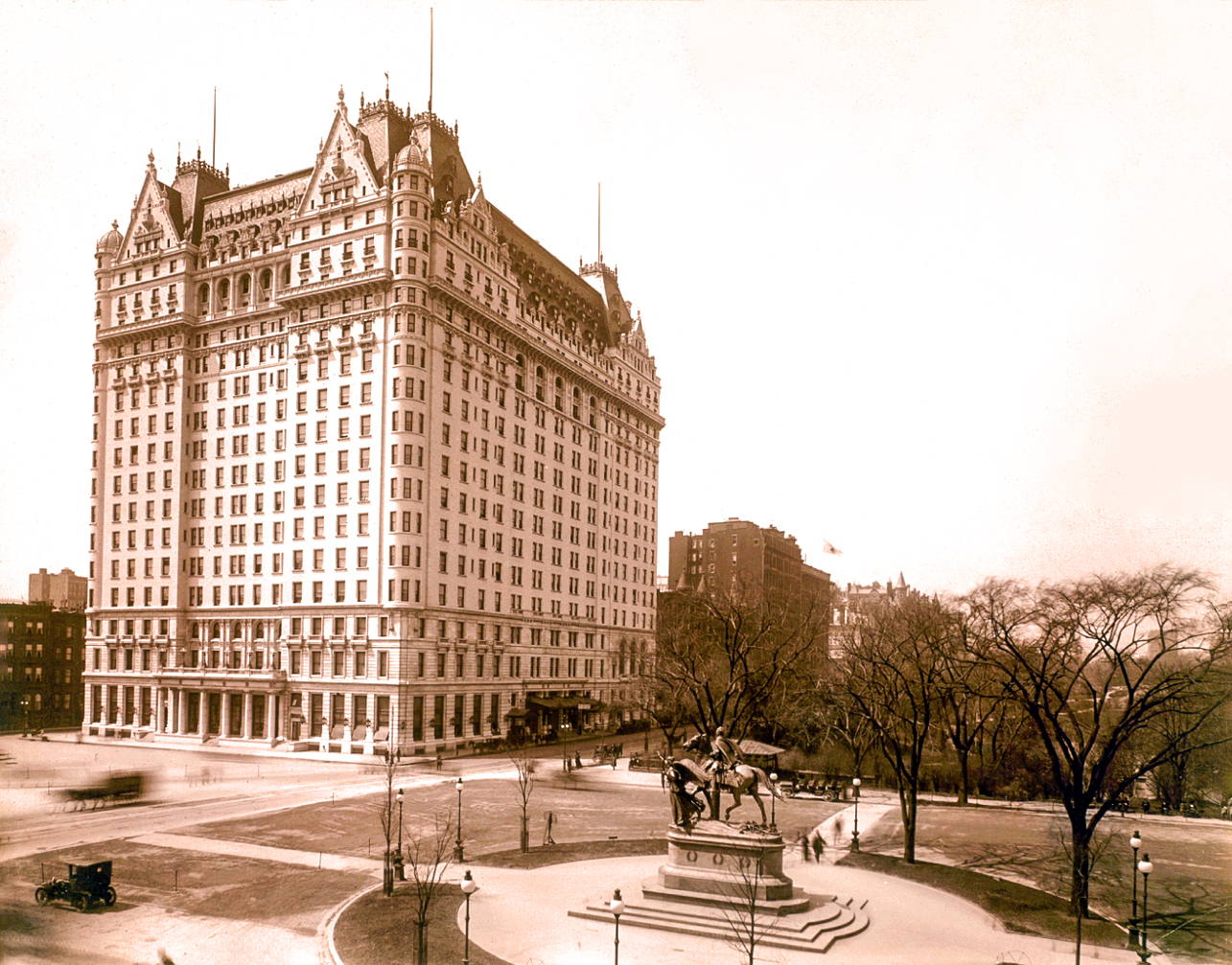
Fotografi föreställande Plaza Hotel i New York under början av 1920-talet.

Största delen av romanens händelser utspelas under sommaren 1922. Romanens berättare, Nick Carraway, en utexaminerad student från Yale University och första världskriget-veteran från Mellanvästra USA, får en anställning i New York som obligationsförsäljare. Han hyr ett litet hus på Long Island, i den fiktiva byn West Egg, granne med den påkostade herrgården där Jay Gatsby bor. Gatsby är en mystisk miljonär som har extravaganta partyn utan att själv delta.
Nick kör runt viken till East Egg för middag hemma hos sin kusin, Daisy Fay Buchanan, och hennes make Tom, en bekantskap till Nick från studenttiden. Paret introducerar Jordan Baker för Carraway. Jordan Baker är en attraktiv, cynisk ung golfare som Nick inleder en romantisk relation med. Hon avslöjar för Nick att Tom har en älskarinna, Myrtle Wilson, som bor i "dalen av aska", en industriell avstjälpningsplats mellan West Egg och New York. Inte långt efter denna nya vetskap, reser Nick till New York med Tom och Myrtle till en lägenhet som de har för sin hemliga relation. I lägenheten avslutas en vulgär och bisarr fest med att Tom bryter Myrtles näsa när hon pikar Tom om Daisy.
När sommaren fortskrider får Nick slutligen en inbjudan till en av Gatsbys fester. Nick stöter på Jordan Baker på festen, och de möter Gatsby. Han är en reserverad och förvånansvärt ung man som minns Nick från deras division i kriget. Genom Jordan får Nick senare veta att Gatsby kände Daisy från ett romantiskt möte 1917 och är djupt förälskad i henne. Han tillbringar många nätter stirrande på ett grönt ljus i slutet av hennes brygga, tvärs över viken från sin herrgård. Detta i hopp om att en dag återuppväcka deras förlorade romans. Gatsbys överdådiga livsstil och vilda fester är ett försök att imponera på Daisy i hopp om att hon en dag kommer att stå vid hans tröskel. Gatsby vill nu att Nick ska ordna en återförening mellan honom och Daisy. Nick bjuder därför Daisy på te i sitt hus, utan att tala om för henne att Gatsby också kommer att vara där. Efter en till en början obekväm återförening återupprättar Gatsby och Daisy sin romantiska relation. De inleder en affär och efter en kort tid blir Tom alltmer misstänksam mot hustruns förhållande till Gatsby.
Vid en lunch hos Buchanans stirrar Gatsby på Daisy med sådan oförställd passion att Tom inser att Gatsby är kär i henne. Han tvingar lunchsällskapet att köra till New York och konfronterar Gatsby i en svit på Plaza Hotel. Där hävdar han att han och Daisy har en historia som Gatsby aldrig kan förstå. Vidare berättar han för sin fru att Gatsby är en brottsling vars förmögenhet kommer från langning av alkohol och annan olaglig verksamhet. Daisy inser att hennes lojalitet finns hos Tom, och Tom skickar föraktfullt tillbaka henne till East Egg med Gatsby i ett försök att bevisa att Gatsby inte kan skada honom. När Nick, Jordan och Tom kör genom dalen av aska på väg hem upptäcker de att Gatsbys bil har kört på och dödat Toms älskarinna, Myrtle. Nick får senare reda på från Gatsby att Daisy körde bilen och inte Gatsby själv, men Gatsbys avsikt är att ta på sig skulden ändå.
Myrtles make, George, tror felaktigt att föraren av den gula bilen är Myrtles hemliga älskare, som han nyligen börjat misstänka att hon hade, och beger sig till fots för att lokalisera dess ägare. Efter att ha fått reda på att den gula bilen är Gatsbys anländer han vid Gatsbys herrgård där han skjuter ihjäl Gatsby och därefter sig själv. Nick arrangerar en liten begravning för Gatsby, avslutar sitt förhållande med Jordan och flyttar tillbaka till Mellanvästern, i besvikelse över östkustfolkets livsstil.

## Bakgrund
Romanen var inspirerad av Scott och Zelda Fitzgeralds tid som bosatta i Great Neck på Long Island från 1922, vilket blivit en plats för nyrika amerikaner. Huvudpersonen Gatsby hade två verkliga personer som förebilder vilka bodde i Great Neck under samma period som Fitzgeralds, den gentlemannamässiga spritlangaren Max Gerlach och mäklaren Edward Fuller som uppmärksammades för ekonomisk brottslighet och misstänktes ligga bakom det uppgjorda slutspelet i baseball 1919.
Fitzgerald övervägde flera titlar för romanen, bland andra Trimalchio in West Egg, Among the Ash Heaps and Millionaires och Under the Red, White and Blue.

## Utgåvor på svenska
- Fitzgerald, F. Scott; Thorngren-Olin Siri (1928). En man utan skrupler. Stockholm: Wahlström & Widstrand. Libris 1329868
- Fitzgerald, F. Scott; Olzon Gösta (1946). Den store Gatsby. Panache-serien. Stockholm: Bonnier. Libris 1397327
  - Fitzgerald, F. Scott; Olzon Gösta (1955). Den store Gatsby. Panache-serien ([Ny uppl.]). Stockholm: Bonnier. Libris 1494463
- Fitzgerald, F. Scott (1963). Den store Gatsby. Delfinböckerna, 0416-900X ; 82 ([Ny utg.]). Stockholm: Aldus/Bonnier. Libris 1807165
  - Fitzgerald, F. Scott; Olzon Gösta (1997). Den store Gatsby. Delfinserien, 0346-6574 ([Ny utg.] /2. uppl.). Stockholm: Bonnier. Libris 7149708. ISBN 91-0-056467-2
- Fitzgerald, F. Scott (1974). Den store Gatsby ([Ny utg.]). Stockholm: Askild & Kärnekull. Libris 111740. ISBN 91-7008-327-4
- Fitzgerald, F. Scott; Olzon Gösta (1984). Den store Gatsby. Bonnier pocket, 99-0307595-2 ([Ny utg.]). Stockholm: Bonnier. Libris 7146793. ISBN 91-0-046055-9
  - Fitzgerald, F. Scott; Olzon Gösta (2013). Den store Gatsby. Bonnier pocket, 99-0307595-2 ([Ny utg.]). Stockholm: Bonnier pocket. Libris 13503297. ISBN 9789174292930
- Fitzgerald, F. Scott; Ekvall Christian (2010). Den store Gatsby. Lund: Bakhåll. Libris 11808967. ISBN 9789177423188
- Fitzgerald, F Scott (2013). Den store Gatsby. Lund: Novapress. Libris 12543005. ISBN 9789171370129
- Fitzgerald, F. Scott; Olzon Gösta (2013). Den store Gatsby. Telegram klassiker. Stockholm: [Telegram]. Libris 14207861. ISBN 9789174231236

## Filmatiseringar i urval
- Den store Gatsby (1926), i regi av Herbert Brenon, med Warner Baxter, Lois Wilson och William Powell. Förlorad film, endast en trailer återstår.
- En gangsters liv (1949), i regi av Elliott Nugent, med Alan Ladd, Betty Field och Macdonald Carey.
- Den store Gatsby (1974), i regi av Jack Clayton, med Robert Redford, Mia Farrow och Sam Waterston.
- Den store Gatsby (2013), i regi av Baz Luhrmann, med Leonardo DiCaprio, Carey Mulligan och Tobey Maguire.